# 生産管理局
生産管理局（せいさんかんりきょく、英語: Office of Production Management, OPM）は、1941年1月に、緊急管理局 (OEM) の管轄下の組織として設けられたアメリカ合衆国の政府機関。第二次世界大戦への参戦前とはいえ準戦時体制にあった当時の状況を踏まえ、連邦政府の調達指揮を集権化することを目的としていた。その局長に、年俸1ドル（事実上無給）で任命されたのは、ゼネラル・エレクトリックの社長だったウィリアム・S・ヌードセンであった。
生産管理局は、軍需物資を中心とした政府調達について、価格統制をも可能とする権限をもっていたが、民需品については権限をもっていなかった。しかし、軍需の伸長は、民需の間で生産力を奪い合う事態を引き起こし、生産管理局は、物価管理・民需品供給局 (Office of Price Administration and Civilian Supply. OPACS) と、しばしば権限をめぐって対立した。
合衆国が正式に参戦した後には、1942年1月に新設された戦時生産委員会 (War Production Board, WPB) に権限が移り、その後ほどなくして生産管理局は組織としても廃止された。生産管理局は、その設立も、廃止も、フランクリン・D・ルーズベルトが発した大統領令によって行われた。